# Sten Nordin
Sten Roland Nordin (18 de fevereiro de 1956) é um político sueco do Partido Moderado. Foi membro do Riksdag até 2008. Ele é atualmente o prefeito de Estocolmo, a capital e maior cidade da Suécia.